# Непомуценув (Великопольське воєводство)
Непомуценув (пол. Nepomucenów) — село в Польщі, у гміні Кобилін Кротошинського повіту Великопольського воєводства.
Населення — 98 осіб (2011).
У 1975-1998 роках село належало до Лешненського воєводства.

## Демографія
Демографічна структура станом на 31 березня 2011 року:
|          | Загалом | Допрацездатний вік | Працездатний вік | Постпрацездатний вік |
| -------- | ------- | ------------------ | ---------------- | -------------------- |
| Чоловіки | 48      | 17                 | 26               | 5                    |
| Жінки    | 50      | 19                 | 19               | 12                   |
| Разом    | 98      | 36                 | 45               | 17                   |